# Órgano de la Catedral de San Sebastián

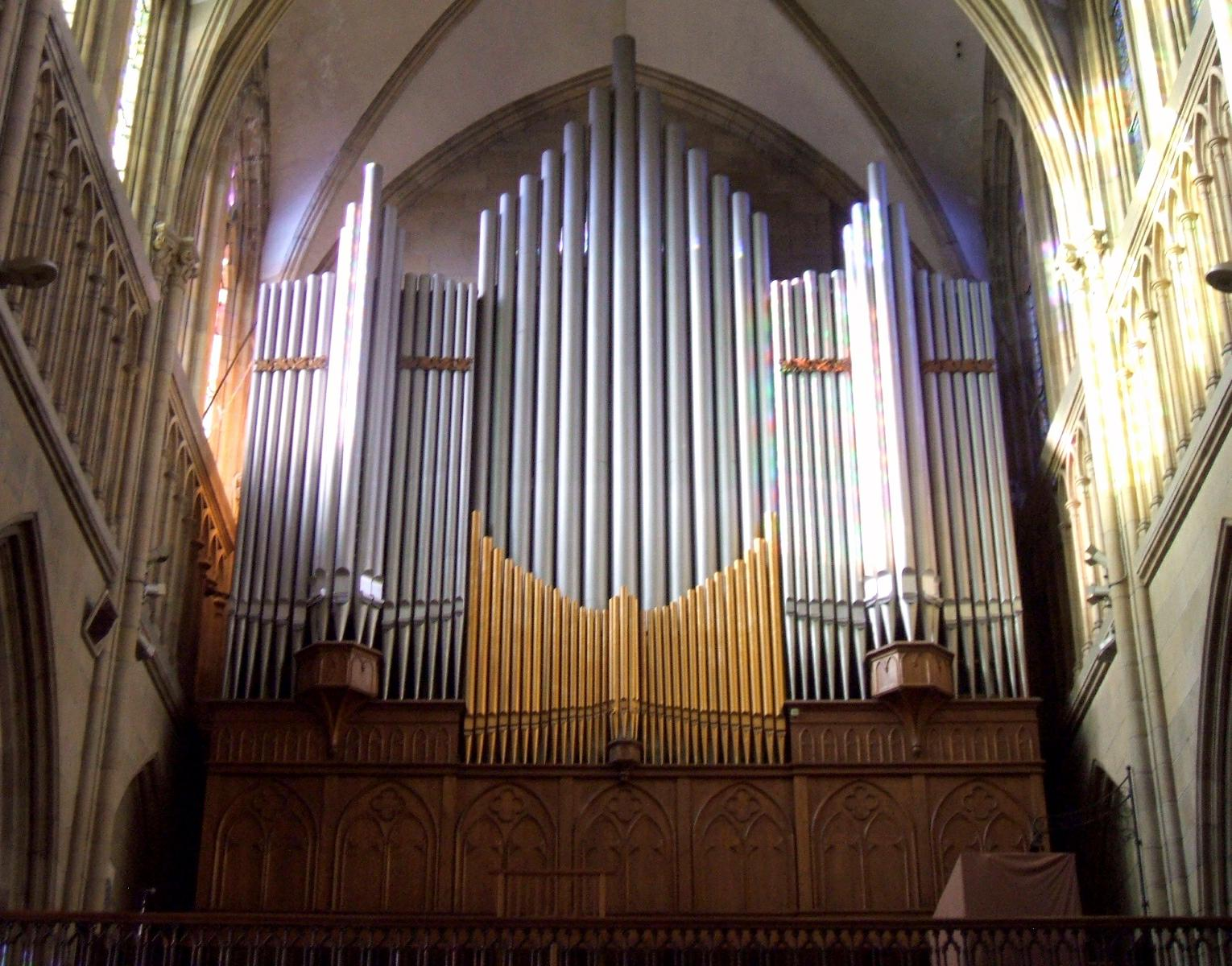
Órgano de la Catedral del Buen Pastor de San Sebastián.

El órgano de la Catedral del Buen Pastor de San Sebastián (Guipúzcoa, País Vasco, España) fue inaugurado en el coro alto del templo el 19 de enero de 1954, tres años después de la creación de la Diócesis de San Sebastián y meses después de la erección catedralicia. Se trata del segundo instrumento, ya que sustituyó a un primer órgano, de la marca Aquilino Amezua, que se remontaba a los primeros años de la entonces iglesia parroquial del Buen Pastor, consagrada y abierta al culto en 1897.
Según datos publicados cuando su inauguración, se trataba del mayor órgano de España y de uno de los mayores de Europa. Su consola principal consta de cinco teclados para manos, uno de pies y 106 registros; además, en el presbiterio se sitúa un órgano de ecos con dos teclados manuales, pedalero y 20 registros. El órgano coral alberga en su interior y exterior 9.535 tubos sonoros, el mayor de los cuales mide 10 metros. Su peso alcanza las 30 toneladas. El instrumento se inauguró estrenando obras de cuatro compositores vascos, que acudieron al concurso convocado al efecto: Tomás Garbizu, Luis Urteaga, José María Nemesio Otaño y Jesús Guridi, quien, con su Tríptico del Buen Pastor ganó el primer Premio.
El enorme instrumento fue costeado, por un precio de más de 1,5 millones de pesetas, gracias al legado del donostiarra Fermín Lasala, duque de Mandas (1832-1917). Fue construido en 1953 por Organería Española, de Azpeitia, y sus ventiladores, de varios caballos de potencia, fueron adquiridos a la casa Meindinger de Basilea.

## Disposición
| I Manual C–      |       |
| Flautado Español | 8     |
| Violón           | 8     |
| Principal        | 4     |
| Flauta           | 4     |
| Nasarte          | 2 2/3 |
| Quincena         | 2     |
| Diecisetena      | 1 3/5 |
| Decinovena       | 1 1/3 |
| Chiflete         | 1     |
| Lleno III        |       |
| Címbala II       |       |
| Cromorno         | 8     |
| Chirimía Alta    | 4     |
|                  |       |
| Tremblante       |       |

| I Ecos C–       |       |
| Violón          | 16    |
| Diapasón        | 8     |
| Flautado        | 8     |
| Flauta Armónica | 8     |
| Flauta Dulce    | 8     |
| Violón          | 8     |
| Gamba           | 8     |
| Celeste         | 8     |
| Principal       | 4     |
| Octava          | 4     |
| Flauta Cónica   | 4     |
| Docena          | 2 2/3 |
| Quincena        | 2     |
| Címbala III     |       |
| Trompeta        | 8     |
|                 |       |
| Tremblante      |       |

| II Manual C–    |       |
| Flautado        | 16    |
| Violón          | 16    |
| Diapasón Inglés | 8     |
| Flautado        | 8     |
| Flauta Armónica | 8     |
| Bordón          | 8     |
| Corno de Gamo   | 8     |
| Octava          | 4     |
| Tapadillo       | 4     |
| Docena          | 2 2/3 |
| Quincena        | 2     |
| Lleno V         |       |
| Címbala IV      |       |
| Bombarda        | 16    |
| Trompeta        | 8     |
| Clarín          | 4     |

| III Manual C–    |       |
| Quintadena       | 16    |
| Diapasón         | 8     |
| Traversera       | 8     |
| Violón Chimenea  | 8     |
| Gamba            | 8     |
| Celeste          | 8     |
| Principal        | 4     |
| Flauta           | 4     |
| Docena           | 2 2/3 |
| Quincena         | 2     |
| Diecisetena      | 1 3/5 |
| Decinovena       | 1 1/3 |
| Vigésima         | 1 1/7 |
| Vigésima Segunda | 1     |
| Vigésima Tercia  | 5/6   |
| Vigésima Cuarta  | 4/5   |
| Lleno V          |       |
| Címbala III      |       |
| Bombarda         | 16    |
| Trompeta         | 8     |
| Fagot y Oboe     | 8     |
| Voz Humana       | 8     |
| Clarín           | 4     |
|                  |       |
| Tremblante       |       |

| IV Manual C–      |    |
| Dulciana          | 16 |
| Flauta de Viena   | 8  |
| Corno de Noche    | 8  |
| Salicional        | 8  |
| Unda Maris        | 8  |
| Ocarina           | 4  |
| Fúgara            | 4  |
| Doublette         | 2  |
| Sesquialtera II   |    |
| Trompeta Armónica | 8  |
| Clarinete         | 8  |
| Clarín Dulce      | 4  |
|                   |    |
| Tremblante        |    |

| V Manual C–         |    |
| Flautado            | 16 |
| Flautado Principal  | 8  |
| Seraphon            | 8  |
| Flauta Doble        | 8  |
| Quintadena          | 8  |
| Prestant            | 4  |
| Flauta              | 4  |
| Corneta Magna VI    |    |
| Gran Lleno VII      |    |
| Gran Címbala V      |    |
| Trompeta Magna      | 16 |
| Tiorba              | 16 |
| Trompeta de Batalla | 8  |
| Clarín de Campaña   | 8  |
| Orlos               | 8  |
| Chirimía            | 4  |
| Regalía             | 4  |
| Violeta             | 2  |

| Pedal C–        |        |
| Flautado        | 32     |
| Principal       | 16     |
| Subajo          | 16     |
| Flauta Dulce    | 16     |
| Quinta          | 10 2/3 |
| Flautado        | 8      |
| Violoncelo      | 8      |
| Violón          | 8      |
| Principal       | 4      |
| Flauta          | 4      |
| Principal       | 2      |
| Flauta          | 2      |
| Resultantes III |        |
| Nasardos VI     |        |
| Lleno V         |        |
| Bombarda        | 32     |
| Bombarda        | 16     |
| Fagot           | 16     |
| Trompeta        | 8      |
| Basson          | 8      |
| Clarín Quinta   | 5 1/3  |
| Clarín          | 4      |
| Basson          | 4      |
| Chirimía        | 2      |

| Ecos-Pedal C– |    |
| Subajo        | 16 |
| Violón        | 8  |
| Chelo         | 8  |
| Principal     | 4  |